# Саришаганська селищна адміністрація
Саришага́нська селищна адміністрація (каз. Сарышаған кенттік әкімдігі, рос. Сарышаганская поселковая администрация) — адміністративна одиниця у складі Актогайського району Карагандинської області Казахстану. Адміністративний центр — селище Саришаган.
Населення — 4083 особи (2021; 4429 у 2009, 4472 у 1999, 4838 у 1989).